# Вардаман (Мисисипи)
Вардаман (енгл. Vardaman) град је у америчкој савезној држави Мисисипи.

## Демографија
По попису из 2010. године број становника је 1.316, што је 251 (23,6%) становника више него 2000. године.
| Група             | 2000.       | 2010.       |
| Белци             | 599 (56,2%) | 500 (38,0%) |
| Афроамериканци    | 361 (33,9%) | 371 (28,2%) |
| Азијати           | 0 (0,0%)    | 0 (0,0%)    |
| Хиспаноамериканци | 104 (9,8%)  | 445 (33,8%) |
| Укупно            | 1.065       | 1.316       |